# Konstrakta
Ana Đurić (srbsky Ана Ђурић), roz. Ignjatović (srbsky Игњатовић), známá též pod uměleckým jménem Konstrakta (srbsky Констракта; * 12. říjen 1978 Bělehrad, SFR Jugoslávie) je srbská zpěvačka a textařka. Je členkou alternativní skupiny Zemlja gruva!, která si získala velkou popularitu v Srbsku v druhém desetiletí 21. století. Reprezentovala Srbsko na Eurovision Song Contest 2022 s písní „In corpore sano“.

## Kariéra

### Zemlja gruva!
Debutovala jako členka kapely Mistakemistake (zal. v roce 1997), ke které se připojila v roce 2002. Po jejím rozpuštění někteří členové této skupiny včetně Konstrakty založili další kapelu Zemlja gruva.
V roce 2008 se skupina zúčastnila soutěže Beovizija s písní „Čudesni svetovi“ a obsadil 10. místo v semifinále se 4 body (ty získala v diváckém hlasování). Ve finále se skupina umístila na 8. místě. O rok později se skupina vrátila na Beovizi s písní „Svejedno je“, ale tentokrát neprošla přes semifinále. V roce 2010 skupina vydala své debutové album WTF is Gruvlend. V červnu 2016 vyšlo druhé album kapely Šta stvarno želiš?. U příležitosti svého desátého výročí vydala skupina na přelomu let 2018 a 2019 album Greatest Hits Collection.
Konstrakta je autorkou mnoha písní skupiny jako např. „Nisam znala da sam ovo chtela“ (Нисам знала да сам ово хтела), „Mama“ (Мама), „Tuga“ (Туга) či „Đango“ (Ђанго).

### Eurovision Song Contest 2022
V roce 2019 se Konstrakta objevila v dokumentu o srbském zpěvákovi Vladu Divljanovi s názvem Nebeska tema. Ve stejném roce započala svou sólovou kariéru. Svou první sólovou píseň „Žvake“ zveřejnila v červnu 2019. V březnu 2020 vydala další singl „Neam šamana“.
V roce 2022 se s písní „In corpore sano“ přihlásila do soutěže Pesma za Evroviziju ’22, srbského národního kola pro Eurovision Song Contest. Její soutěžní skladba je jednou ze tří písní projektu Triptih. V prvním semifinále vystoupila jako dvanáctá v pořadí a kvalifikovala se do finále, ve kterém svou píseň představila jako poslední (osmnáctá v pořadí). Ačkoli nebyla před vystoupením v národním kole mezi favoritkami, její výkon v semifinále se stal v Srbsku virální a umělkyně se stala jednou z hlavních kandidátů na vítězství. Nakonec vyhrála jak u porotců, tak i u diváků a měla tak možnost reprezentovat Srbsko na Eurovision Song Contest 2022. Píseň „In corpore sano“ Konstrakta složila se svým kolegou ze skupiny Zemlja gruva! Milovanem Boškovićem. Kromě ohromné podpory ze strany srbské veřejnosti se jí dostalo i chvály od různých osobností veřejného života jako jsou patriarcha Porfirije a tenista Novak Djoković. Vystoupila ve 2. semifinále soutěže a postoupila do finále, kde obsadila 5. místo.
Ihned po skončení soutěže se Konstrakta s písní „In corpore sano“ stala prvním srbským hudebníkem, který se objevil v žebříčku Spotify Viral Global Songs 50. V žebříčku debutovala na 23. místě a 19. května 2022 dosáhla 7. místa.
V květnu 2022 vystoupila na festivalu Sea Star Festival v Umagu v Chorvatsku, kterého se účastnilo asi 20 000 lidí. Dne 10. července vystoupila Konstrakta na festivalu Exit v Novém Sadu. Konstrakta byla první srbskou zpěvačkou, která na tomto festivalu vystoupila jako jedna z hlavních hvězd.

## Osobní život
Její otec je novinář a politik Slobodan Ignjatović (Слободан Игњатовић), který zastával resort ministra informací Svazové republiky Jugoslávie.
Vystudovala architekturu na Fakultě architektury Bělehradské univerzity. V roce 2009 se provdala za architekta Milana Đuriće, se kterým má dvě děti: dceru Lenu a syna Nikolu.

## Diskografie

### Kompilační alba
| Název                                   | Podrobnosti                                                                                                 |
| --------------------------------------- | --- |
| Biti zdrava (se skupinou Zemlja gruva!) | - Datum vydání: 10. července 2023 - Vydavatelství: UMG Recordings - Formát: digitální distribuce, streaming |

### Singly
| Rok  | Název             | Nejvyšší umístění | Nejvyšší umístění | Nejvyšší umístění | Nejvyšší umístění | Nejvyšší umístění | Nejvyšší umístění | Nejvyšší umístění | Album |
| Rok  | Název             | SRB               | CRO               | LTU               | ISL               | NLD Tip           | SWE               | GRE               | Album |
| ---- | ----------------- | ----------------- | ----------------- | ----------------- | ----------------- | ----------------- | ----------------- | ----------------- | ----- |
| 2019 | „Žvake“           | —                 | —                 | —                 | —                 | —                 | —                 | —                 | —     |
| 2020 | „Neam šamana“     | —                 | —                 | —                 | —                 | —                 | —                 | —                 | —     |
| 2022 | „In corpore sano“ | 7                 | 1                 | 11                | 15                | 19                | 63                | 80                | —     |
| 2022 | „Mekano“          | —                 | —                 | —                 | —                 | —                 | —                 | —                 | —     |
| 2022 | „Nobl“            | —                 | —                 | —                 | —                 | —                 | —                 | —                 | —     |

## Ocenění a nominace

### Hudební ocenění
| Rok  | Cena                         | Kategorie                       | Nominant/práce    | Výsledek  | Ref.   |
| ---- | ---------------------------- | ------------------------------- | ----------------- | --------- | ------ |
| 2022 | Marcel Bezençon Awards       | Cena za umělecký výkon          | Konstrakta        | Vítězství | [ 50 ] |
| 2022 | Eurovision Song Contest 2022 | Nejinovativnější scénografie    | Konstrakta        | Vítězství |        |
| 2022 | Eurovision Song Contest 2022 | Nejlepší text                   | „In corpore sano“ | Vítězství | [ 51 ] |
| 2022 | Eurovision Song Contest 2022 | Nejlepší choreografie           | Konstrakta        | Nominace  |        |
| 2022 | Cena Ivana Radenkoviće       | Společensko-kritické angažování | Triptih           | Vítězství | [ 52 ] |
| 2023 | Music Awards Ceremony        | Alternativní popová píseň roku  | „In corpore sano“ | Nominace  | [ 53 ] |
| 2023 | Music Awards Ceremony        | Přínos mezinárodní hudbě        | Konstrakta        | Vítězství | [ 53 ] |
| 2023 | Music Awards Ceremony        | Zlatý MAC za autentičnost       | Konstrakta        | Vítězství | [ 53 ] |
| 2023 | BeFem Awards                 | Ženský příspěvek do popkultury  | Konstrakta        | Vítězství | [ 54 ] |

### Jiná ocenění
- Cena Sdružení architektů Bělehradu[55]